# Diabelskie Wrota

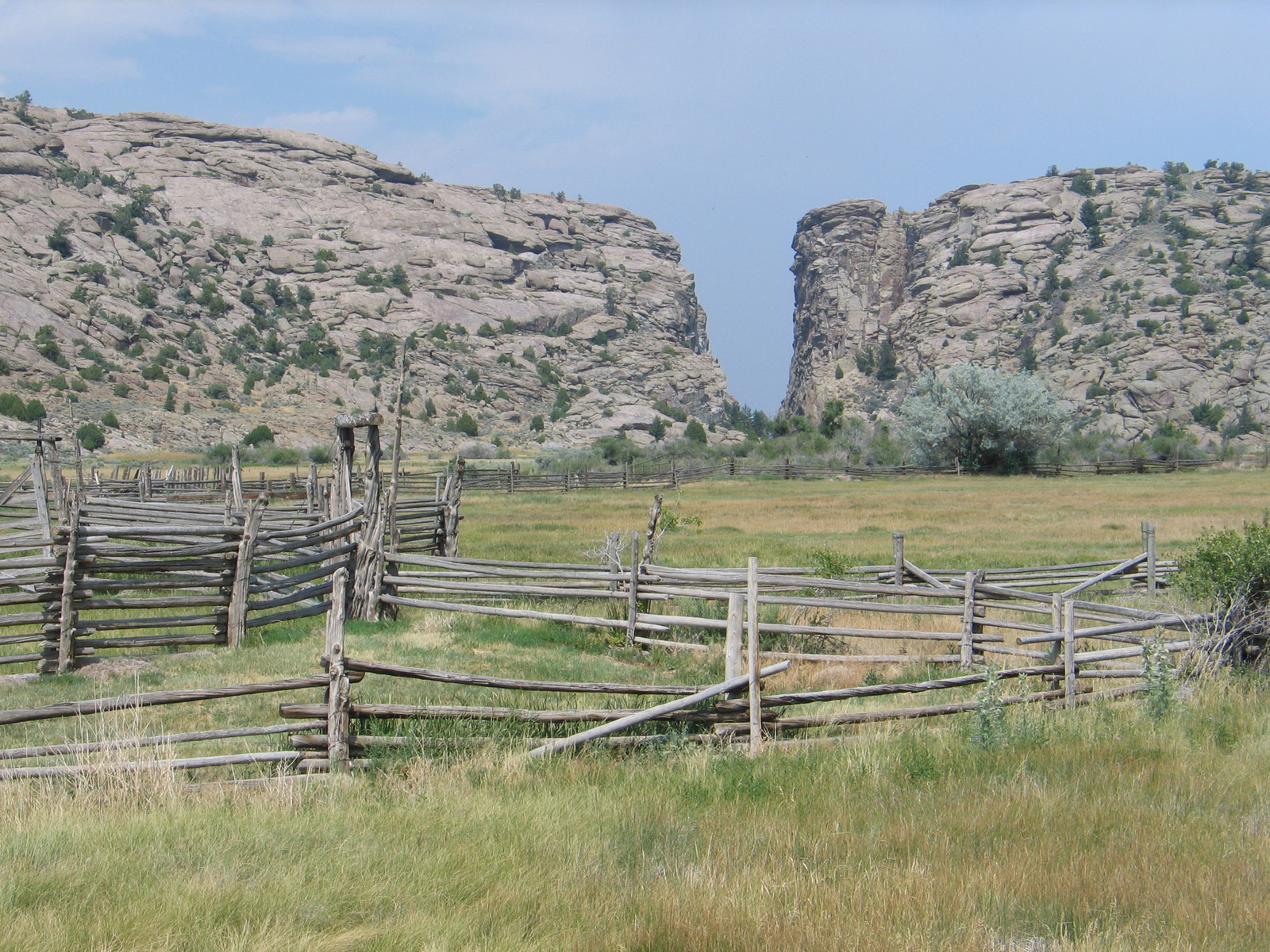
Diabelskie Wrota

Diabelskie Wrota (ang. Devils Gate) – naturalna formacja skalna, rodzaj ciasnego wąwozu rzeki Sweetwater, kilka kilometrów na południowy zachód od Independence Rock w Wyomingu w Stanach Zjednoczonych.
Miejsce, ważne w dziejach osadnictwa zachodnich obszarów USA, było jednym z punktów orientacyjnych na szlakach mormońskim i oregońskim, chociaż właściwa droga – ze względu na ciasnotę wąwozu – okrążała to miejsce. Można się do niego dostać z drogi stanowej nr 220 (57. mila) pomiędzy miastem Casper a osadą Muddy Gap, w pobliżu Mormon Handcart Historic Site i Martin’s Cove.
Diabelskie Wrota są przykładem sił erozyjnych wody. Rzeka Sweetwater wycięła w granitowym grzbiecie wąski wąwóz, głęboki na 100 metrów, ale nie doszłoby do tego, gdyby znalazła alternatywne koryto niecały kilometr dalej na południe, omijając całą formację skalną. Rzeka zaczęła jednak wycinać wąwóz, ponieważ okolice dalej na południe były pokryte skałami osadowymi, przez które musiała się przebijać. Natknąwszy się na granitową przeszkodę zaczęła także ją przecinać, przy czym granitowa bariera okazała się – jako niżej położona – łatwiejsza do pokonania. Dlatego przełom powstał w tym właśnie miejscu.
Do wąwozu można dotrzeć szlakiem pieszym od strony mormońskiego stanowiska historycznego lub zatrzymując samochód na poszerzonym poboczu drogi stanowej nr 220, około 100 kilometrów od Casper i 18 kilometrów od Muddy Gap. Teren nie jest własnością prywatną.